# 吉村喜彦
吉村 喜彦（よしむら のぶひこ、1954年12月19日 - ）は、大阪府出身の作家、ラジオパーソナリティ。京都大学教育学部卒業。

## 略歴
洋酒メーカー、サントリーの宣伝部などの勤務を経て、1997年に作家として活動開始。世界各地を訪れて、その土地で出会った食べ物や音楽を素材とした作品を多く執筆する。NHKラジオなどのメディア出演も多い。世界各地のアーティストへのインタビューも頻繁に行う。

## 主な作品

### 小説
- ビア・ボーイ（PHP文芸文庫）
- ウイスキー・ボーイ（PHP文芸文庫 ISBN 978-4-569-76183-1）等

### ノンフィクション
- マスター。ウイスキーください - 日本列島バーの旅（コモンズ）
- 漁師になろうよ（小学館）
- リキュール＆スピリッツ通の本（小学館）
- 食べる、飲む、聞く 沖縄美味の島（光文社新書）
- オキナワ海人日和（創英社／三省堂書店）
- ヤポネシアちゃんぷるー（アスペクト）
- こぼん（新潮社）等[3][4][5]

## 主なメディア出演
- 音楽遊覧飛行〜食と音楽でめぐる地球の旅（2012年4月 - 、NHK-FM） - パーソナリティ[6]
- クロスオーバーイレブン〜クロスオーバーイレブン2014夏（2014年8月11日 - 8月15日、NHK-FM）- 脚本
- 今日は一日○○三昧〜今日は一日“名曲アルバム”三昧（2011年11月23日、NHK-FM）- ゲスト